# Clase Floreal
La clase  Floréal  es una serie de fragatas ligeras de vigilancia diseñada para cubrir las necesidades de la Marina Nacional de Francia tras el final de la Guerra Fría, cuya construcción fue autorizada en 1989. Para la construcción de estos buques, se utilizaron los estándares de construcción utilizados para buques comerciales.  Los buques de esta clase pertenecientes a la Marina Nacional de Francia reciben sus nombres en recuerdos de los meses del Calendario republicano francés.

## Definición de requerimientos
Tras el final de la Guerra fría, se estimó que el riesgo de una confrontación militar a gran escala prácticamente desaparecía. La Marina Nacional de Francia, tenía que hacer frente a nuevas misiones para las que sus escoltas avisos de los 80, quedaban obsoletos, y así mismo, mal adaptados para zonas de bajo riesgo.
El concepto de "fragata de vigilancia" surgió de la voluntad del gobierno francés de proteger su Zona Económica Exclusiva (12 millones de km²), tal y como quedaba definido en los tratados de Montego Bay. Otra de sus tareas requeridas, era atender a las posibles necesidades de ayuda humanitaria, diplomacia o policía naval. Para hacer frente a estas necesidades, se definió la necesidad de contar con un helicóptero a bordo para dar apoyo, transporte o rescate si fuera necesario.
Todas estas necesidades y requerimientos, se plasmaron en la necesidad de contar con un buque pequeño y extremadamente estable para permitir la operación de un helicóptero pesado en todo tiempo, una tripulación pequeña para abaratar costes, al tiempo que se contaba con suficiente espacio para dar comandos de la marina, y su correspondiente armamento ligero, y por último un sistema de propulsión económico y de largo alcance.

## Construcción
Para hacer que los buques fueran más económicos, se optó por utilizar en su construcción los métodos de construcción de buques civiles en los  Chantiers de l'Atlantique de Saint Nazaire. Los buques se construyeron utilizando la regulación SOLAS (Safety Of Life At Sea), la cual require que el buque esté dotado de once compartimentos estancos. También se utilizaron las normativas de la sociedad de clasificación Det Norske Veritas para la producción de energía y seguridad. Los buques, fueron construidos cada uno de ellos mediante el sistema de construcción modular en seis partes prefabricadas de hasta 570 toneladas que posteriormente fueron ensambladas mediante soldadura en dique seco. Las primeras pruebas de mar tuvieron lugar en 1991 con una tripulación completamente civil, mientras que la Marine Nationale estaba presente únicamente como observador .

## Equipamiento
El armamento de los buques franceses, fue encargado a DCN Lorient, el proveedor habitual de armamento de la armada de Francia. Aunque las fragatas de clase  Floréal están diseñadas para operar en escenarios de bajo riesgo y operaciones para mostrar pabellón. Estos buques portan su propio armamento, por lo cual no dependen de su helicóptero.
La pieza de armamento más visible, es el cañón naval de 100 mm multipropósito, característico de la mayoría de buques franceses modernos. Esta pieza, está instalada en un solo bloque, con el refugio para munición y dirección de tiro. Todas las fragatas Floreal están equipadas con dos lanzadores para misiles  Exocet, un sistema de lanzador de señuelos Dagaie, dos cañones de 20 mm Modèle F2,  así como una completa gama de detección y contramedidas electrónicas.
El helicóptero que están diseñadas para llevar es un Panther, no dotado de armamento propio.

## Historial de servicio

### Marina nacional de Francia
En consonancia con sus requerimientos de construcción, todos los buques de la Marina nacional excepto uno, tienen sus bases en departamentos de ultramar.  El Prairial en Papeete, Tahití; El Floreal y el Nivose en La Reunión; El Vendemiare en Noumea; El Ventose en Fort de France, Martinica, Antillas francesas. El Germinal tiene su base en Tolón, Francia.

### Marina Real de Marruecos
La Marina Real Marroquí opera dos fragatas de la clase Floreal. Los dos buques, reciben sus nombres en memoria de los dos anteriores monarcas de Marruecos Mohammed V y Hassan II. La compra de las dos fragatas, se vio acompañada por la adquisición de tres helicópteros Eurocopter AS565 Panther. Así mismo, las dos unidades marroquíes, están equipadas con un cañón Oto Melara 76 mm en lugar del cañón naval francés de  100 mm que portan las unidades francesas

## Buques de la clase
Francia:

Floréal(F730), Prairial (F731), Nivôse (F732), Ventôse (F733), Vendémiaire(F734), Germinal (F735)

Marruecos:

Mohammed V (F-611), Hassan II (F-612)

## Galería

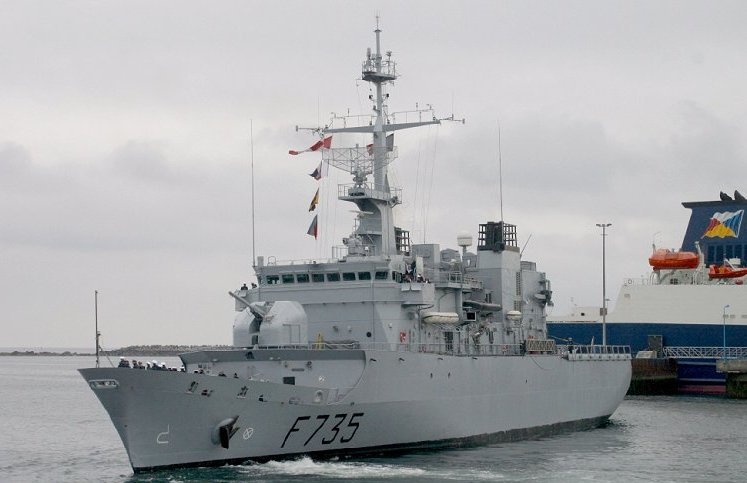
Fragata Germinal en Cherbourgo
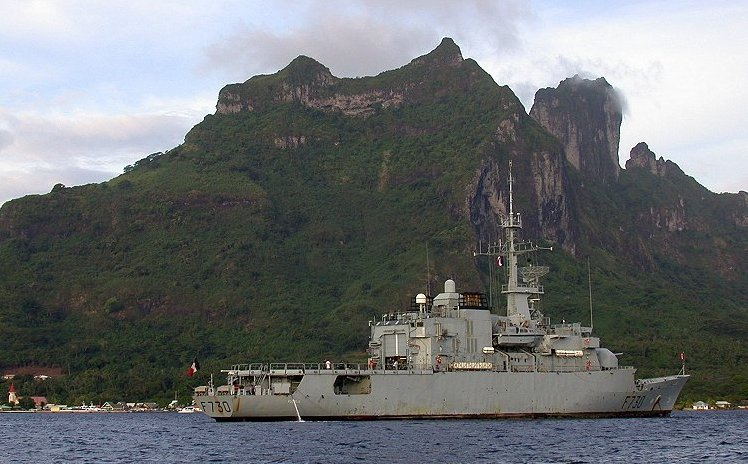
Fragata Floréal, estacionada en la laguna de  Bora-Bora
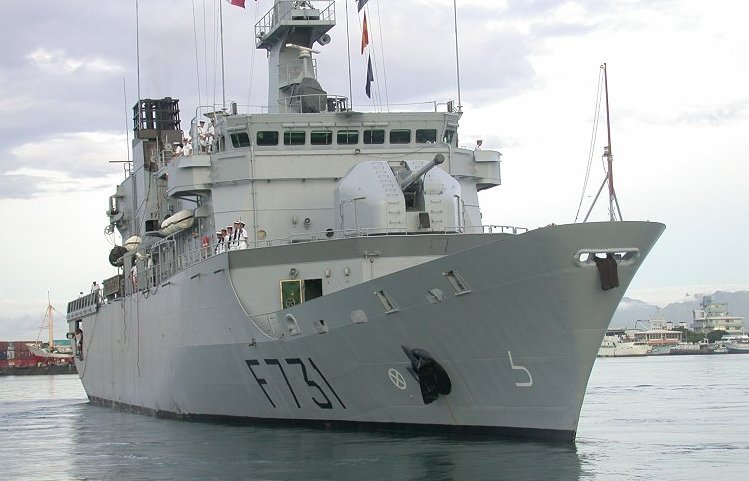
Fragata Prairial partiendo de Papeete para una larga misión en Sudamérica
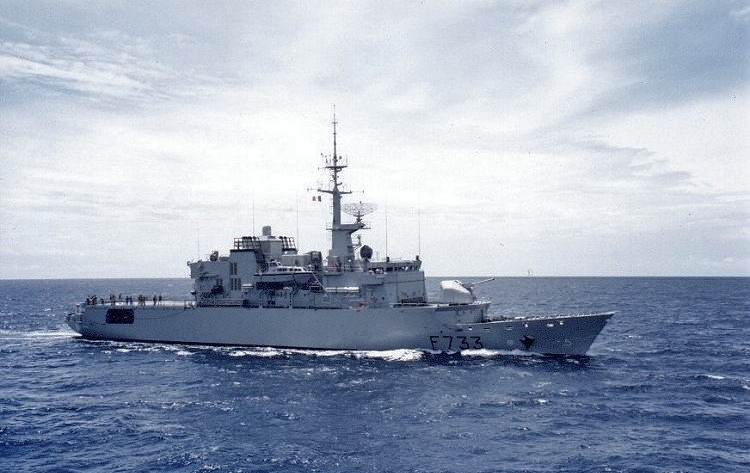
Fragata Ventôse
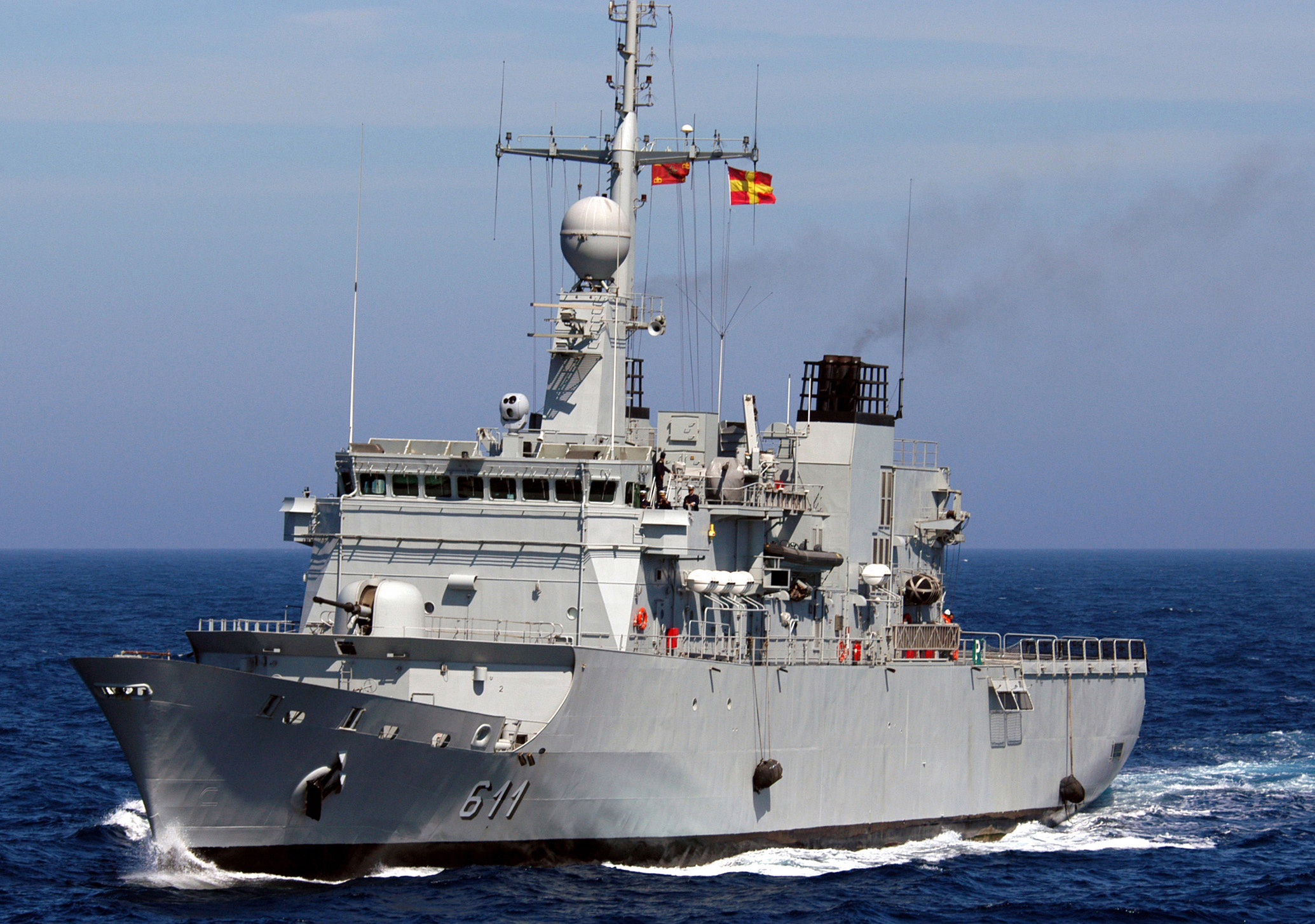
Fragata  marroquí Mohammed V
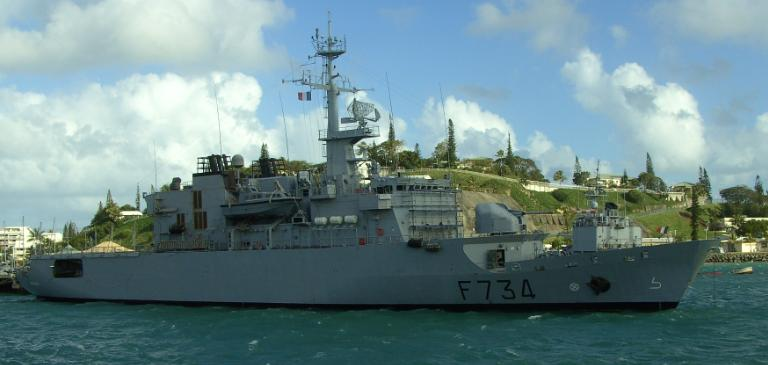
Fragata Vendémiaire junto a Nouméa